# Sparkle (Aretha Franklin)
Sparkle è un album della cantante soul statunitense Aretha Franklin, pubblicato nel 1976 dalla Atlantic Records. L'album è la colonna sonora dell'omonimo film con Irene Cara.

## Tracce
1. Sparkle – 4:13
2. Something He Can Feel – 6:21
3. Hooked on Your Love – 5:00
4. Look into Your Heart – 4:04
5. I Get High – 4:11
6. Jump – 2:19
7. Loving You Baby – 3:48
8. Rock With Me – 3:11